# Empresa Potiguar de Promoção Turística
A Empresa Potiguar de Promoção Turística S.A., também conhecida pela sigla Emprotur, é uma sociedade de economia mista vinculada à Secretaria de Estado do Turismo do Rio Grande do Norte. Ela tem por finalidade promover o estado do Rio Grande do Norte como destino turístico em âmbito nacional por meio de ações que divulguem e valorizem o potencial turístico do estado, e despertem interesse das pessoas em conhecer as atrações turísticas potiguares.